# Stylaster boschmai
Stylaster boschmai är en nässeldjursart som först beskrevs av Katsuyuki Eguchi 1965.  Stylaster boschmai ingår i släktet Stylaster och familjen Stylasteridae. Inga underarter finns listade i Catalogue of Life.